# Gustaf Ljunggren (biskop)
Gustaf Karl Ljunggren, född 9 januari 1889 i Uddevalla, död 4 december 1950 i Skara, var en svensk teolog. Han var son till kyrkoherden i Morlanda församling prosten Carl Theodor Ljunggren och Hedvig von Krusenstierna samt gift med Annie Ekströmer. Nils Ljunggren var en yngre bror.
Ljunggren blev teologie licentiat 1918, teologie doktor 1921, var docent i dogmatik vid Uppsala universitet 1920–1929. Han blev 1929 föreståndare för Fjellstedtska skolan i Uppsala och 1930 domprost i Göteborg. År 1935 blev han biskop i Skara stift.
Som forskare ägnade han sig åt studier av Martin Luthers teologi och dess bakgrund i medeltiden. En annan undersökning rörde den kristna frälsningsvissheten från Augustinus till högskolastiken. Bland hans skrifter märks också  Zur Geschichte der christlichen Heilsgewissheit (avhandling 1920), Det kristna syndmedvetandet intill Luther (1924) samt Synd och skuld i Luthers teologi (1928). Han räknades som en av de mest framträdande svenska Lutherkännarnai sin samtid.